# Csak a zene
Csak a zene (с венг. — «Только музыка») — второй номерной альбом венгерской поп-группы «Neoton Familia», записанный в 1977 году. Главное венгерское музыкальное обозрение Pop-Meccs назвало «Csak a zene» лучшим альбомом Венгрии 1977 года.

## Выступления с композициями
С композицией «Hívlak» группа в июле заняла 3-е место на телефестивале Metronóm. Композиция «Köszönjük, Mr. Edison» была добавлена на альбом по предложению куратора лейбла Pepita Питера Эрдёша, который отправил группу в осеннее турне по странам Восточной Европы, приуроченное к 100-летию изобретения Эдисоном фонографа. В Венгрии она была выпущена как сингл, на стороне «Б» которого была композиция «Csak egy lány» («Только одна девушка»), не вошедшая в альбом. В венгерском хит-параде за весь год Slágerlistá'77 композиция «A disco-királynő» была №1. Ещё одна композиция, не вошедшая в альбом, «Ha zene szól», с которой группа в феврале приняла участие в радиоконкурсе Tessék választani!, была №1 в еженедельном Ifjúsági Slágerlistá от 01.04.1977.

## Список композиций
1. Köszönjük, Mr. Edison (с венг. — «Спасибо, мистер Эдисон») — 3:37

2. Boldog család (с венг. — «Счастливая семья») — 3:09

3. Célfotó (с венг. — «Фотофиниш») — 2:41

4. Nagyvárosi szerelem (с венг. — «Любовь в мегаполисе») — 3:20

5. Szeress úgy! (с венг. — «Так люби меня!») — 4:00

6. Csak a zene (с венг. — «Только музыка») — 6:48

7. A riporter (с венг. — «Репортёр») — 4:11

8. Bárcsak nálam lehetnél (с венг. — «Если бы ты была со мной») — 3:25

9. Önarckép (с венг. — «Автопортрет») — 2:09

10. A disco-királynő (с венг. — «Королева диско») — 3:07

11. Ej, ej, kisember (с венг. — «Эй-эй, человечек») — 3:20

12. Hívlak (с венг. — «Приглашение») — 4:07

13. A legutolsó dal (с венг. — «Последняя песня») — 3:01